# 世界人权大会
世界人权大会（World Conference On Human Rights）是1993年6月14至25日联合国于奥地利维也纳举办的一次大会，这是自冷战结束以来的首次人权会议，主要成果是《维也纳宣言和行动纲领》。

## 背景
虽然联合国多年来活跃在人权领域， 但像世界人权大会这样仅专注于人权的全球会议仅是第二次：1968年4月至5月，第一次国际人权会议举办于伊朗德黑兰，当时是为纪念《世界人权宣言》发布二十周年。
1989年举办世界人权大会的概念被首次提出。冷战的结束 brought about the hope that the long stalemate and distortion of United Nations behaviors due to the bipolar superpower confrontation would cease.

## 会议
世界人权大会由171个国家与800人非政府组织参加，与会者达到7000人。  This made it the largest gathering ever on human rights.